# Donda sailendra
Donda sailendra là một loài bướm đêm trong họ Noctuidae.